# Михайлов, Николай Дмитриевич
Никола́й Дми́триевич Миха́йлов (28 марта 1953, Ленинград) — советский и российский общественный деятель, рок-музыкант, саксофонист, флейтист, антрепренёр, один из организаторов Ленинградского рок-клуба и его второй президент.

## Биография
Родился 28 марта 1953 года в Ленинграде. «Был октябрёнком, пионером и комсомольцем. С КПСС не сложилось».
Вместе с семьёй переехал в Эстонию и жил в Кохтла-Ярве, откуда по окончании школы вернулся в Ленинград, поступив в 1970 году Ленинградский политехнический институт.
Всегда интересовавшийся музыкой, поэтому параллельно поступил в музыкальную школу им. Римского-Корсакова по классу флейты. Дебютировал на сцене с группой «Радуга», которая играла на танцах в Красном Селе и его окрестностях. Про свой путь музыканта написал: «Музыкальный путь традиционен — школьные, армейские и студенческие ВИА».
В течение двух лет заведовал музыкальной частью студенческого театра Политехнического института и даже играл там отдельные роли.
Весной 1978 года для постановки спектакля «Слово о полку Игореве» театру понадобился целый электрический состав, для чего к работе были привлечены музыканты группы «Орион». После полугода совместной работы театр и группа пошли разными путями, однако название «Орион» к тому времени попало под запрет, поэтому в начале 1979 года новая группа, в которую и вошёл Михайлов в качестве саксофониста и флейтиста, получил название «Пикник». Чуть позже с подачи Михайлова к «Пикнику» присоединился его соученик по музыкальному училищу, флейтист Юрий Данилов. «Пикник» тогда базировался в клубе посёлка Горелово, где работала тогдашняя жена Михайлова.
Вместе с Михайловым «Пикник» вступил в организованный в начале 1981 года Ленинградский Рок-клуб. 7 марта группа «Пикник» открывала самый первый концерт Рок-клуба на сцене ЛМДСТ. Вскоре он покидает группу. После этого планировал присоединиться к группе «Тех.помощь», но группа распадается
В сентябре того же года контактного, готового пойти на тактические компромиссы и никак не связанного с подпольным шоу-бизнесом Михайлова избрали во второй совет Рок-клуба, а в 1982 году избрали председателем (президентом).
Став администратором, Михайлов бросил музыку, хотя изредка выступал на клубной сцене с собственными песнями, но нашёл себя в разговорном жанре, регулярно предваряя выступления групп своими остроумными речами.
Как отмечал Андрей Бурлака: «в первой половине 80-х, когда партийная номенклатура отчаянно боролась с любыми проявлениями инакомыслия, в том числе увлечением молодёжи рок-музыкой, способность сглаживать конфликты, находить компромиссы, вести разговоры в высоких кабинетах и вообще лавировать между молотом советской власти и наковальней рок-н-ролльной вольницы была бесценной — поэтому Михайлова ещё несколько раз подряд избирали президентом клуба, хотя в 1986 году он чуть было не лишился поста, когда молодые группы, недовольные процветавшими в клубе протекционизмом и вкусовщиной, попытались взять власть в свои руки».
С развитием Перестройки Михайлов занимался главным образом установлением контактов с государственными институтами, представителями западного шоу-бизнеса и массмедиа. Он также стал менеджером группы «Игры», с которой выезжал на гастроли по СССР и Европе. Но наступившая перестройка дала и отрицательный результат для рок-клуба. Так, главные «звёзды» рок-клуба, «Кино» и «Алиса», во второй половине 1980-х перебрались в Москву и, более того, рок-музыканты всё больше предпочитали большие концертные площадки рок-клубу, который по мере ослабления государственного контроля всё более терял свой первоначальный уникальный статус как единственного места в Ленинграде, где можно было легально исполнять и слушать рок-музыку.
Осенью 1988 года Николай Михайлов фактически закрыл Рок-клуб как объединение независимых музыкантов, создав под крышей ЛМДСТ молодёжный музыкальный центр «Ленинградский Рок-клуб», который в глазах широкой публики стал преемником прежнего рок-клуба.
Прослушивание и приём в Рок-клуб новых членов продолжалось, кроме того Михайлов организовал гастроли в Европе нескольких подшефных групп, однако, как отмечает Андрей Бурлака «в целом его влияние на музыкальную жизнь нового Петербурга было незначительным».
К концу 1990-х, несмотря на старания Михайлова, вся активность во дворе исторического особняка на Рубинштейна, 13, сошла на нет.
Осенью 2000 года организовал во Дворце спорта «Юбилейный» празднование двадцатилетия Рок-клуба, хотя в программе фестиваля значились главным образом артисты 1990-х, имеющие слабое отношение к этой дате.
18 января 2008 в помещении ДК им. Цюрупы на Обводном, участвовал в собрании, обсуждавшем возможность возрождения к жизни Ленинградского Рок-клуба.
9 апреля 2008 года в баре «Кислород» принял участие в первой после долгого перерыва пресс-конференции Ленинградского Рок-клуба.